# José González (cantor)

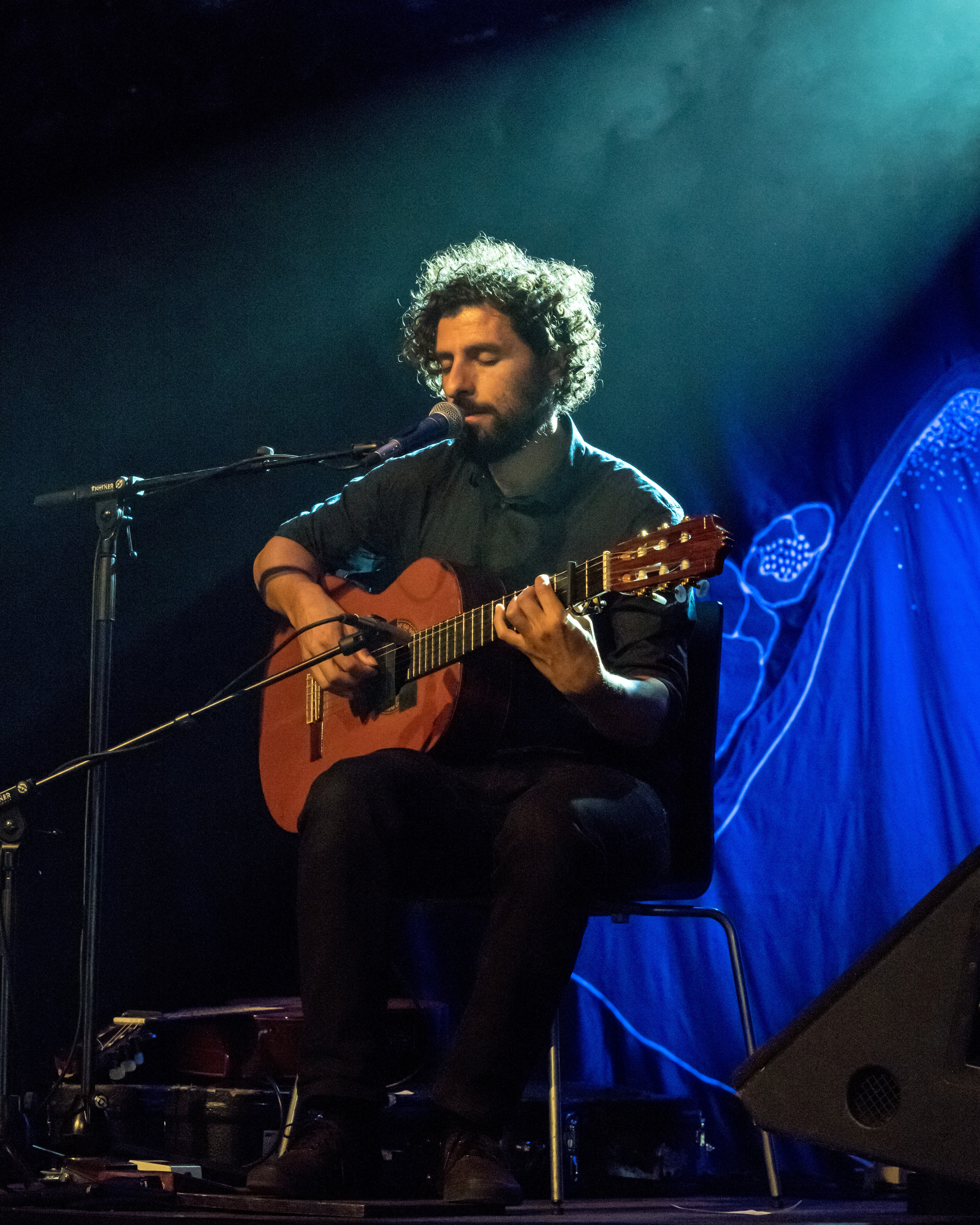
José González. Zelt-Musik-Festival em 2017 Freiburg, Alemanha

José Gabriel González (Gotemburgo em 1978) é um cantor de música indie/folk sueco, filho de pais que emigraram da Argentina para a Suécia em 1978.
José González cresceu ouvindo música folk latina, tendo citado como cantor preferido o cubano Silvio Rodriguez . Apesar disso, a primeira banda em que tocou era de hardcore punk, influenciada por The Misfits, Black Flag e Dead Kennedys. Depois, González fez parte do duo Junip, ao lado de Tobias Winterkorn.

## Discografia

### Álbuns
- Veneer (2003) #7 Reino Unido, #86 Austrália
- B-Sides Collected (2006) – exclusivo na África do Sul
- In Our Nature (2007)
- Vestiges & Claws (2015)
- Local Valley (2021)

### EPs
- Crosses (RU 2003)
- Remain EP (RU 2003)
- Stay in the Shade EP (RU 2005, EUA 2006)
- Australian Tour EP (Austrália e Nova Zelândia 2005)

### Singles
- "Deadweight on Velveteen" b/w "Hints" 7" Kakafoni 02 (2001)
- "Heartbeats" (9 de Janeiro, 2006) #9 RU, #66 Aus
- "Crosses" b/w "Suggestions" (10 de Abril, 2006) #107 RU
- "Hand on Your Heart" (3 de Julho, 2006) #29 RU, #88 Aus
- "Down the Line" b/w "Smalltown Boy" (10 de Setembro, 2007 - RU) #140 RU, #12 RU Indie
- "Killing for Love" b/w "Smalltown Boy" (10 de Setembro, 2007 - Suécia)
- "Teardrop" b/w "Four Forks Ache" (12 de Novembro, 2007)

## Curiosidades
- Compôs a música Storm, presente no EP Crosses, especialmente para o seriado Friday Night Lights

A música "Crosses" fez parte da trilha sonora do jogo Life is Strange e da série Quem é você, alaska? (looking for alaska).